# Feria Barroca (Valdemoro)

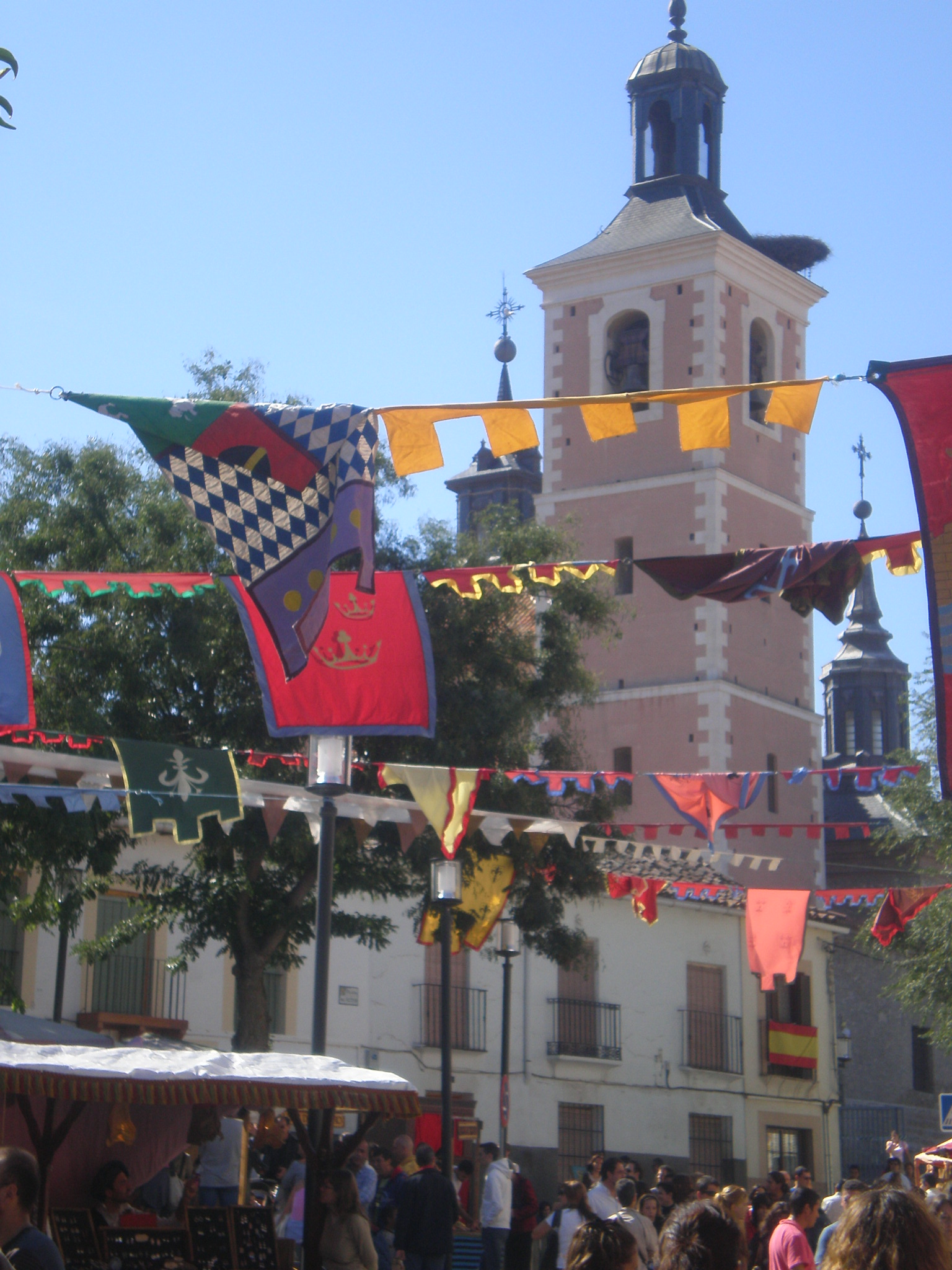
Vista de la iglesia parroquial de Valdemoro durante la Feria Barroca 2007.

La Feria Barroca de Valdemoro es un mercado artesano ambientado en el siglo XVII que se celebra en la plaza de la Constitución del municipio. De carácter anual, tiene lugar a mediados del mes de octubre. Fue recuperada en 2004, y su origen proviene del Privilegio de Feria otorgado por el rey Felipe III de España a la Villa de Valdemoro en 1603.
Entre las actividades que se organizan durante estos días, destacan los espectáculos pirotécnicos, los pasacalles con personajes históricos, las degustaciones gastronómicas y actuaciones musicales. Es uno de los eventos de mayor interés turístico de la localidad, con 20.000 visitantes en la edición de 2007.

## Historia

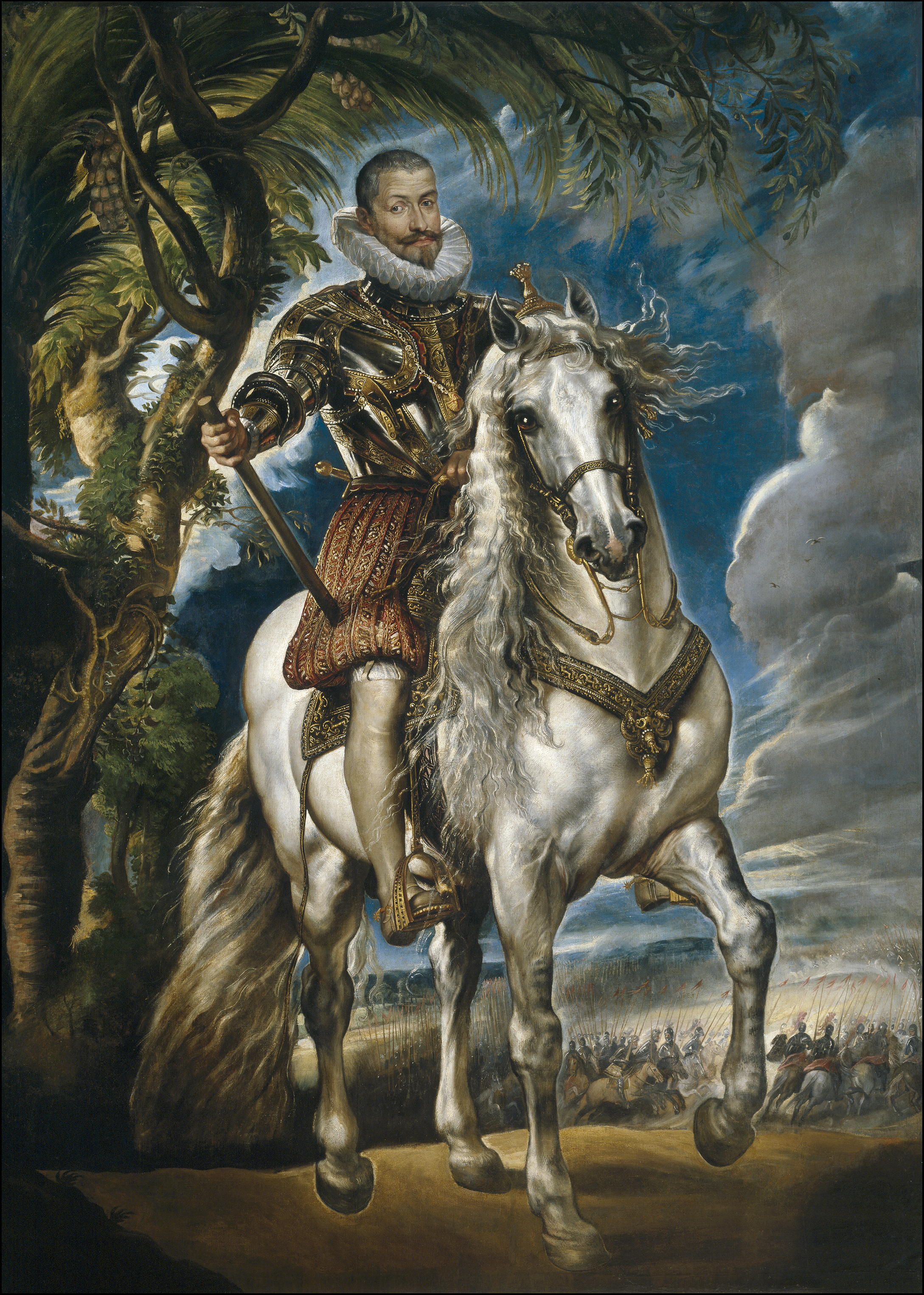
Retrato ecuestre del duque de Lerma, por Rubens, 1603.

En 1602, Francisco Gómez de Sandoval y Rojas, Duque de Lerma, se hace con la Villa de Valdemoro, con la intención de convertir la localidad en parada obligada del Rey en sus viajes a Aranjuez. Gracias al señorío del Duque, Valdemoro empieza a cobrar cierta importancia, obteniendo así varias concesiones reales, entre ellas el Privilegio de Feria.
En agosto de 1603, coincidiendo con la festividad de la Asunción de la Virgen, se celebra el primer mercado con una duración de ocho días. Posteriormente, se trasladaría al mes de octubre, para evitar coincidir con otros mercados de la zona, y ya en el siglo XVIII, y debido a la gran afluencia de público, el monarca Fernando VI de España amplió la feria a veinte días. 
Gracias al Privilegio de Feria, la Villa de Valdemoro prosperó económicamente, con una incipiente artesanía frente a la tradición agrícola de la localidad. Cronistas de la época la comparaban con ferias comerciales como la de Medina del Campo, y su celebración fue determinante en obras como la ampliación de la plaza de la Constitución o la construcción de la Fuente de la Villa.
El declive llegó a mediados del siglo XIX, cuando la actividad comercial decreció, hasta que finalmente se abandonó en 1843. Tendrían que pasar más de 150 años para que la feria fuera retomada, esta vez convertida en un mercado artesano ambientado en el siglo XVI.

## Nuevas ediciones

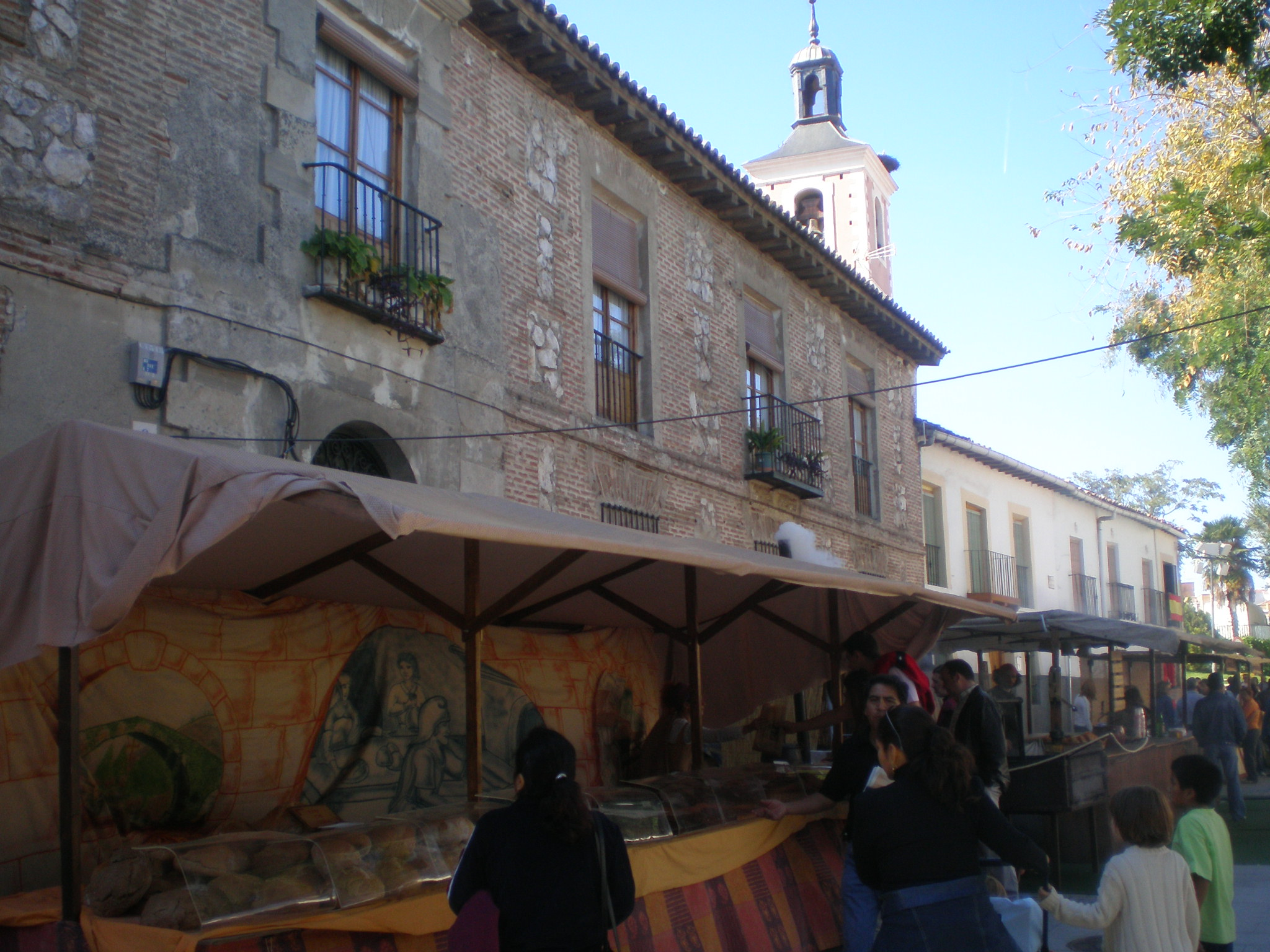
Casa de la Inquisición, Feria Barroca 2007.

### 2004
La I Feria Barroca contemporánea tuvo lugar del 15 al 17 de octubre de 2004. La celebración se centró en conmemorar el cuarto centenario de la concesión del Privilegio de Feria, recreando un mercado barroco en la plaza de la Constitución, la calle Infantas y la plaza del Esparto, en pleno casco histórico del municipio. A lo largo de tres días, se realizaron actividades culturales y de ocio, como la recreación de la visita de Felipe III y su valido a la Feria, talleres artesanos o actuaciones musicales.

### 2005
En 2005, la segunda edición de la Feria Barroca se celebró los días 14, 15 y 16 de octubre. En ella se conmemoraban los cuatro siglos de historia de la Fuente de la Villa, construida en 1605 para abastecer de agua a los animales traídos por los comerciantes de la feria. Las actividades se centraron en recrear la construcción de la fuente, con representaciones protagonizadas por el duque de Lerma y el arquitecto. También se celebraron jornadas gastronómicas en varios restaurantes de la localidad, así como actividades relacionadas con el 4.º centenario de El Quijote.

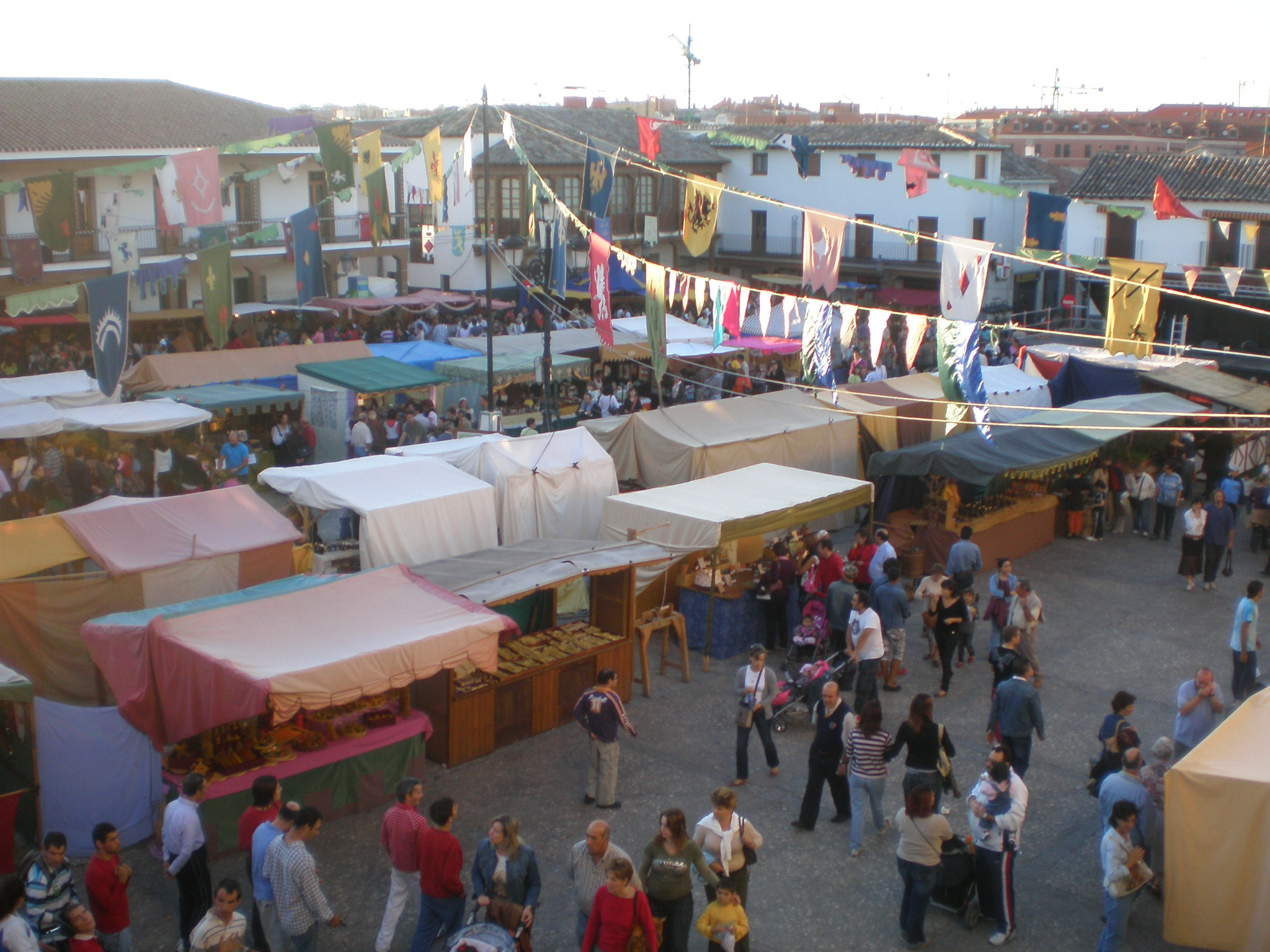
Vista general de la plaza de la Constitución, 2007.

### 2006
En esta ocasión, el tema principal de la Feria fue la zarzuela "La Feria de Valdemoro", de José Clavijo y Fajardo. Dicha obra se escribió en honor a la boda de la Infanta María Luisa de España y el arquiduque Leopoldo de Austria, y era una adaptación de la ópera bufa "Il mercato di Malmantile", del italiano Carlo Goldoni. Las novedades más destacadas de esta edición fueron la posibilidad de vestirse con trajes de la época, la celebración de la Semana Gastronómica del Barroco y un concierto en la iglesia parroquial de Nuestra Señora de la Asunción.

### 2007
Por primera vez, la Feria Barroca tuvo lugar a lo largo de cuatro días, del 11 al 14 de octubre de 2007. El tema central fue la concesión del Privilegio de Feria por Felipe III de España, incluyendo una representación histórica de dicho momento en la propia feria. Para el público infantil, se crearon los personajes de Rodrigo y Jimena, dos hermanos huérfanos que llegan a la Feria de Valdemoro a vender sus productos. Coincidiendo con la feria, se celebró una exposición en el Centro Cultural Juan Prado titulada "El Privilegio de Feria de 1603", dedicada al Siglo de Oro español.

### 2008
Como novedad en esta ocasión se recreó la concesión del privilegio de feria por parte de Felipe III. Todo ello representado por la gente del pueblo,  se unieron los diferentes grupos de teatro aficionado de Valdemoro (GrouPlin, Al-mudena y Tuccitania) Capitaneados por las directoras de Miman teatro, hicieron las delicias del respetable junto con las ya tradicionales actividades: representaciones musicales, Mercado artesano, equilibristas, etc etc.

### 2009
En esta edición se mantuvo la dinámica del año anterior, con la novedad de incluir un Casting para seleccionar nuevos actores aficionados de la zona que representaran, junto a los grupos de teatro aficionados locales (GrouPlin, Al-mudena y Tuccitania) el hecho histórico de la compra de Valdemoro por parte del Duque de Lerma. Otra novedad fue el Ginkana Barroca que se realizó al final de las jornadas con todo el mundo que una vez vistos los distintos espectáculos quisieron participar.